# Ferrari SF90 Stradale
La Ferrari SF90 Stradale (codice interno F173) è una vettura supersportiva ad alimentazione ibrida prodotta dalla casa automobilistica italiana Ferrari dal 2019 al 2025.
Il nome Ferrari SF90 Stradale richiama la vettura SF90 di formula 1, stretto legame ed espressione più avanzata della tecnologia che hanno trovato applicazione su una vettura Ferrari di produzione.
Prima vettura ibrida PHEV (Plug-in Hybrid Electric Vehicle) di gamma della Ferrari.
Questa soluzione le ha anche permesso di diventare la Ferrari stradale più potente della storia.
Nel novembre 2020 è stata presentata la versione spider (codice interno F173 “A”), denominata SF90 Spider.

## Nome
Il nome stesso raccoglie l'autentico valore raggiunto in termini prestazionali e richiama la vettura di formula 1 evidenziando lo stretto legame tra mondo delle corse e vetture stradali, esprimendo l'avanzata tecnologia sviluppata e applicata su una vettura Ferrari di produzione.

## Presentazione
L’anteprima mondiale della Ferrari SF90 Stradale si è svolta il 29 maggio 2019 in un evento organizzato a Fiorano.

## Design
La Ferrari SF90 Stradale rappresenta la vettura più performante e tecnologicamente avanzata della gamma Ferrari e la progettazione delle linee esterne è stata guidata dallo stesso fondamento, realizzare un design futuristico ed innovativo, capace di comunicare il comportamento da corsa della vettura e veicolare il concetto di "Supercar di serie".
Il Centro Stile Ferrari, diretto da Flavio Manzoni, ha modificato completamente le dimensioni dei volumi anteriore, centrale e posteriore, in discontinuità riguardo a quelle che hanno caratterizzato le berlinette sport a motore centrale-posteriore degli ultimi venti anni.
L’impostazione dell’architettura della Ferrari SF90 Stradale, con abitacolo posizionato davanti al motopropulsore centrale, fornisce ai designer del Centro Stile Ferrari le condizioni ideali per realizzare una vettura dalle dimensioni impeccabili, da vera supercar.

### Esterno

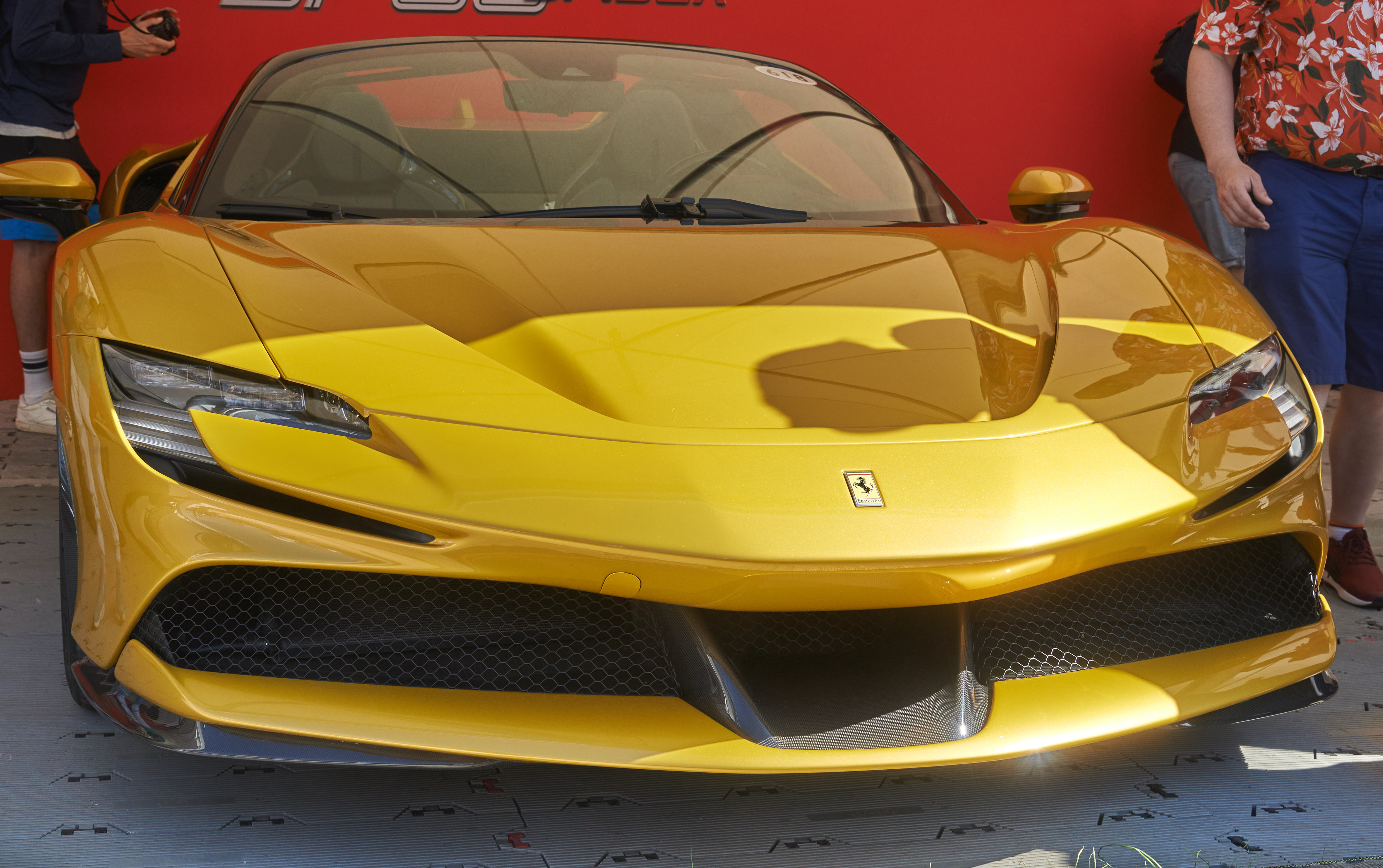
Frontale della SF90 Spider

Un elemento di rottura rispetto ai modelli degli ultimi 10 anni sono i proiettori anteriori che hanno cambiato completamente stile abbandonando il tema dei moduli a L, utilizzati per la prima volta con la 458, a favore di una sottile forma a fessura che si integra con le prese d’aria dei freni formando un caratteristico tema a C. Le luci per la prima volta adottano la tecnologia a matrice di LED che consente di migliorare la visibilità in ogni condizione di guida attraverso un controllo attivo del fascio luminoso. L'abitacolo a forma di bolla si trova in posizione avanzata e ricorda nell'aspetto una cabina di pilotaggio aeronautica, Il baricentro molto basso ha permesso ai designer di abbassarlo di 20 mm. L’effetto di sbilanciamento in avanti è amplificato dalla geometria di due archi rampanti posteriori dello stesso colore della carrozzeria, in cui essa si innesta. Questo, assieme a un'aumentata curvatura del parabrezza, una rastremazione dei montanti e una carreggiata più larga, ha contribuito a migliorare le proporzioni e a rendere il volume più elegante. Anche i fanali posteriori hanno subito un'evoluzione profonda, a partire dalla classica tonda tipicamente Ferrari, fino a una forma ad anelli luminosi quadrangolari, che trasmette all'osservatore una percezione prevalentemente orizzontale del fanale, che abbassa visivamente l'altezza del posteriore. Nella porzione inferiore è presente un diffusore con architettura a trimarano che ingloba i terminali di scarico alti, derivati dall'ottimizzazione del layout della linea di scarico.

### Interno
La SF90 Stradale è dotata dell'HMI (acronimo di Human Machine Interface), adottando una tecnologia totalmente digitale. Il gruppo centrale è costituito da un unico schermo digitale ad alta definizione da 16 pollici, curvo rivolto verso il guidatore per facilitare la lettura e creare un effetto simile all'abitacolo avvolgente delle monoposto di Formula 1. La schermata di base è dominata da una rivisitazione digitale del tradizionale ampio contagiri circolare, incorniciato dall'indicatore di carica della batteria. Ai lati del contagiri trovano posto la schermata di navigazione e quella dei controlli audio. Le grafiche sono state progettate per creare effetti 3D. Un head-up display consente di proiettare varie informazioni sul parabrezza, nel campo visivo del guidatore. Sul volante gli unici controlli tradizionali rimasti sono il manettino per i controlli di guida, il controllo di fari, tergicristallo e indicatori di direzione. I nuovi comandi touch integrati permettono di controllare i vari aspetti della vettura senza mai staccare le mani dal volante. Il piccolo touchpad sulla razza destra permette di navigare tra le schermate della console centrale, mentre sulla razza sinistra si trovano i controlli per i comandi vocali e il cruise control. In basso a sinistra ci sono i quattro pulsanti dell'eManettino con i quali si possono selezionare le quattro diverse modalità di gestione del motopropulsore. Sul tunnel i comandi del Bridge sono stati reinterpretati e inseriti in una piastra metallica che ricorda il classico cancelletto del selettore del cambio manuale.

## Caratteristiche tecniche

### Motopropulsore e trasmissione

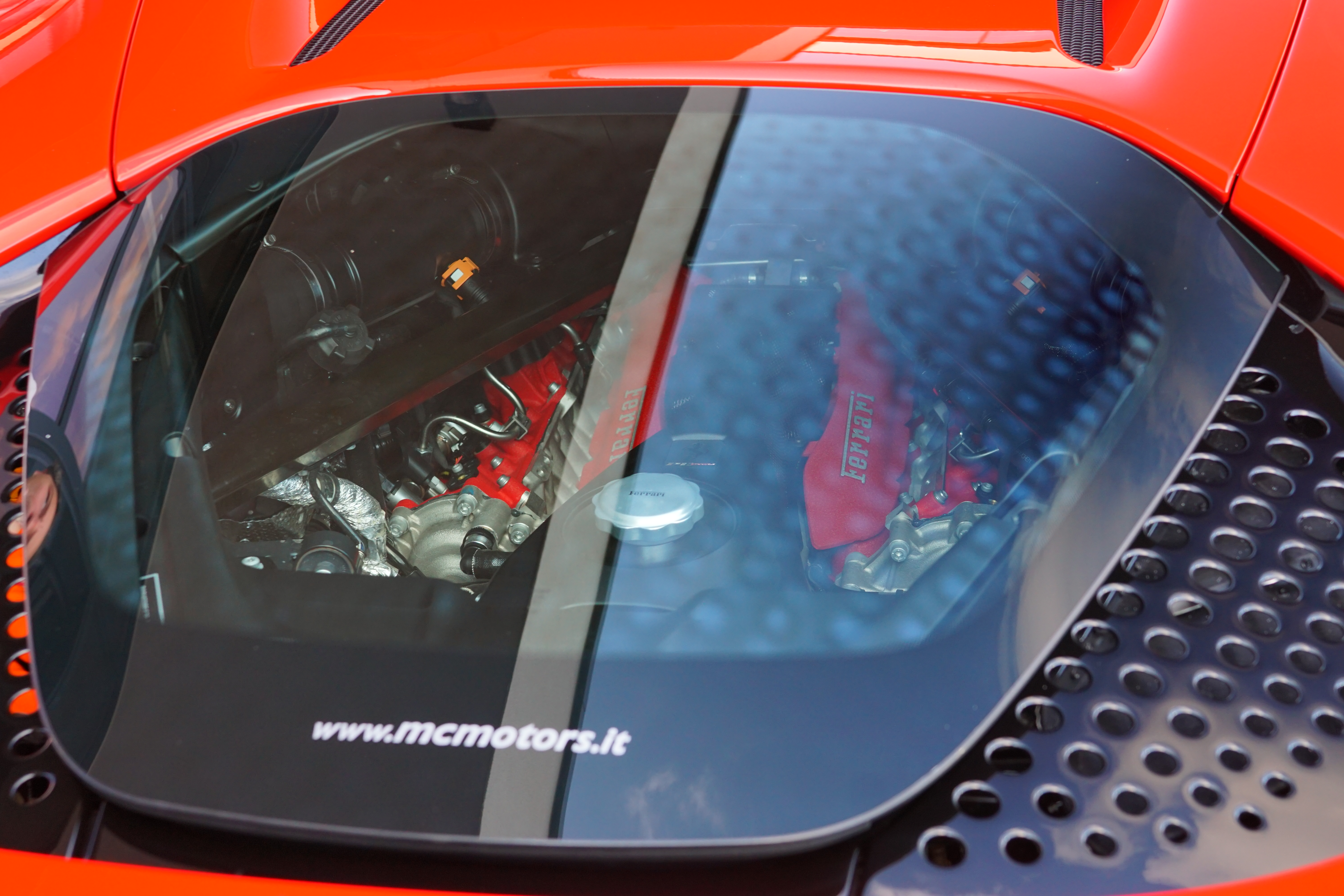
Il motore

La SF90 Stradale è dotata di un motore termico V8 biturbo di 90° che eroga 780 CV a 7500 giri/min e 800 N·m di coppia a 6000 giri/min, la potenza più alta mai raggiunta da un otto cilindri Ferrari. Il motore, appartenente alla famiglia F154, è aumentato di cilindrata da 3902 a 3990 cm³ grazie a un aumento dell'alesaggio, passato da 86,8 a 88 mm. Sono stati inoltre aggiornati i sistemi di aspirazione e scarico, è stata migliorata la fluidodinamica interna con l'utilizzo di iniettori centrali che immettono il carburante a una pressione di 350 bar e le valvole wastegate dei turbocompressori sono a controllo elettronico. La vettura è equipaggiata con tre motori elettrici, uno posto tra il motore termico e il cambio e due sull'avantreno, che sviluppano complessivamente una potenza elettrica combinata (considerando i 3 soli motori elettrici) di 220 CV (162 kW), portando la potenza massima combinata (motori elettrici + motore termico) a un totale di 1000 CV, sfruttabili esclusivamente in modalità Qualify. Sono alimentati da una batteria agli ioni di litio che garantiscono un'autonomia di 25 km nella sola modalità elettrica. I due motori permettono alla vettura di raggiungere i 340 km/h di velocità massima, con un'accelerazione longitudinale massima minore di 0,4 g. La loro presenza rende di fatto la SF90 Stradale un'auto a trazione integrale.
Il motore V8 è abbinato a un nuovo cambio F1 doppia frizione otto rapporti a bagno d'olio della Getrag, nel quale è integrata un’unità elettrica MGU-K (acronimo di Motor Generator Unit – Kinetic), componente dell'ERS (acronimo di Energy Recovery System) di inspirazione Formula 1 che si comporta da generatore nelle fasi di decelerazione e da motore elettrico nelle fasi di spinta. L’introduzione dell'ottava marcia ha permesso di ottenere un miglioramento dell'1% dell’efficienza nell'utilizzo in pista e una diminuzione dei consumi in utilizzo urbano e autostradale dell’8% nel ciclo WLTP. L’ottimizzazione del layout, ottenuta grazie all'adozione di un carter secco e al ridimensionamento del gruppo frizione, dove il diametro esterno è stato diminuito del 20% rispetto al precedente cambio, ha permesso di essere montato 15 mm più in basso, con relativa riduzione dell'altezza del baricentro della meccanica. La nuova frizione migliora le prestazioni del 35%, arrivando a trasmettere coppie dinamiche in cambiata fino a 1200 N·m. I cambi di marcia avvengono in 200 millesimi di secondo, un tempo inferiore del 30% rispetto al cambio F1 a 7 marce della Ferrari 488 Pista. Il peso totale è stato ridotto di 7 kg che diventano 10 eliminando i ruotismi della retromarcia disponibile solamente in modalità elettrica, permettendo alla vettura di essere manovrata a bassa velocità senza l'impiego del motore termico.

### Modalità di guida
Oltre al Manettino per la gestione dei controlli di guida, la SF90 Stradale è dotata dell’inedito eManettino per controllare la risposta dei motori elettrici secondo quattro profili:
- eDrive, il motore termico resta spento e la trazione è affidata al solo assale anteriore elettrico;
- Hybrid, la modalità di funzionamento standard in cui la centralina di controllo ottimizza l'efficienza decidendo autonomamente se accendere o spegnere il motore termico a seconda delle necessità del guidatore;
- Performance, modalità che forza il motore termico a rimanere sempre acceso per garantire la piena disponibilità della potenza non appena richiesta e ricaricare la batteria;
- Qualify, motore termico e motori elettrici lavorano in sinergia permettendo di sfruttare la massima potenza del sistema.[5][11]

### Elettronica
L'architettura ibrida è controllata attraverso una centralina di gestione denominata eSSC (acronimo di electric Side Silp Control) che comprende tre sistemi di regolazione e distribuzione della coppia motrice sulle quattro ruote. L'Elecronic Traction Control permette di gestire la disponibilità di coppia motrice distribuendola sulle singole ruote in funzione delle condizioni di guida e dell'aderenza al manto stradale. Il controllo brake-by-wire con ABS e EBD ripartisce la coppia frenante tra l'impianto idraulico e i motori elettrici, consentendo il recupero dell'energia in frenata senza compromettere il feeling con il pedale. Il torque vectoring sull'asse anteriore stabilisce quanta potenza utilizzare su ogni ruota e quando inviarla, in modo da massimizzare la trazione in uscita di curva.

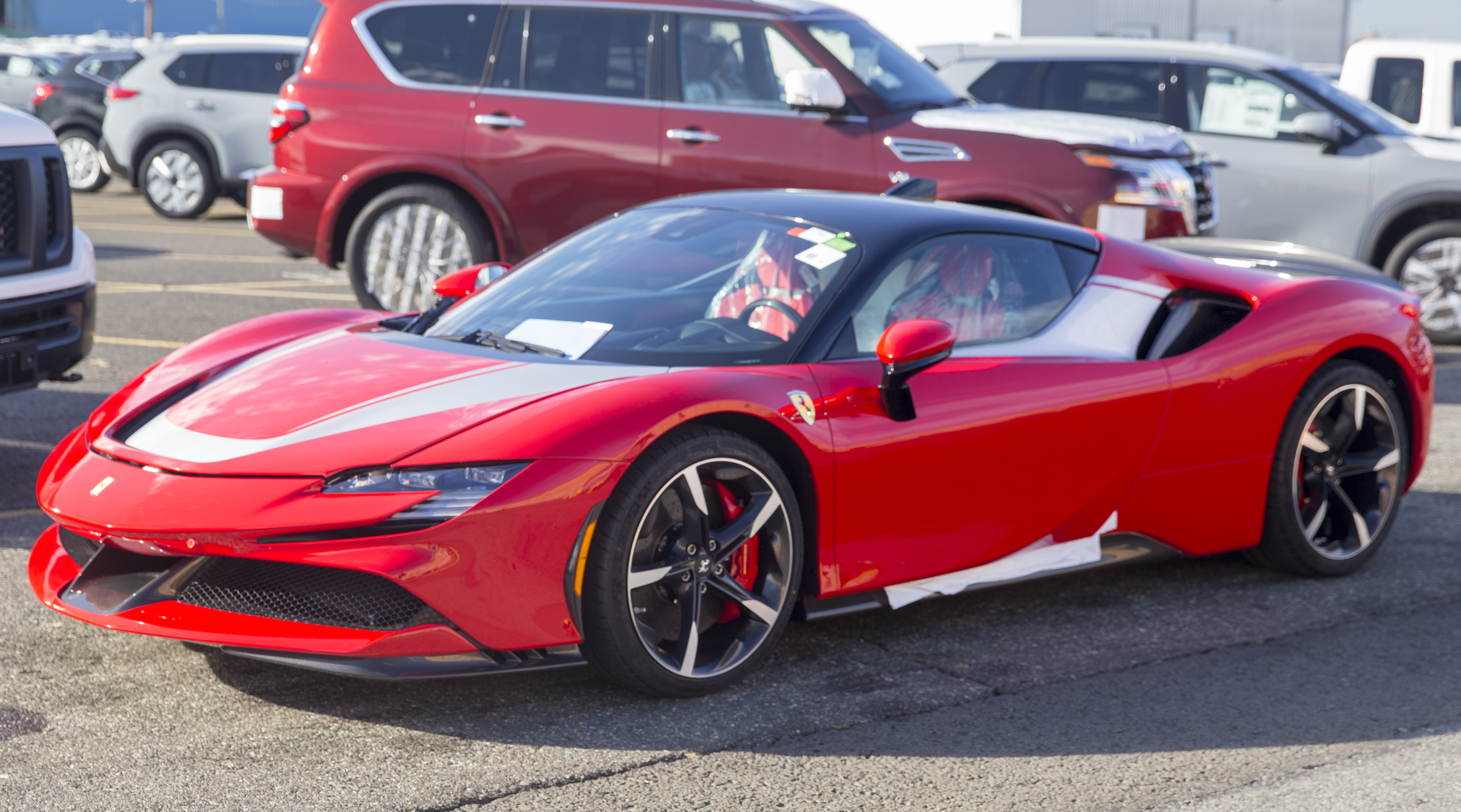
Vista laterale

### Aerodinamica
Il carico posteriore è bilanciato nella parte anteriore della vettura da un complesso sistema di generatori di vortici. Il telaio anteriore è sollevato di 15 mm rispetto al piano del telaio centrale e consente di avere una maggiore portata di aria verso i generatori di vortici, potenziandone l'effetto. Anche i due diffusori posti davanti alle ruote anteriori e la forma del cofano, il cui gradino genera una compressione locale del flusso, contribuiscono alla generazione di un carico verticale in corrispondenza dell'asse anteriore. Uno studio aerodinamico specifico è stato dedicato alla geometria dei cerchioni forgiati, che presenta sul canale esterno degli elementi radialmente equi-spaziati tra le razze e modellati come profili alari. Tale geometria consente al cerchio di funzionare come l'elica di una girante gestendo i flussi che fuoriescono dal vano ruota e allineandoli al flusso longitudinale che scorre sulla fiancata. Il cofano motore della SF90 Stradale è stato tenuto estremamente basso al fine di migliorare l'interazione tra i flussi sovra e sotto scocca e minimizzare la resistenza all'avanzamento. La parte terminale è completata da un elemento sospeso composto da un elemento fisso che incorpora il terzo stop e da uno spoiler mobile dalla forma a cuneo denominato shut-off Gurney. Si tratta di un sistema attivo brevettato che permette di ridurre la resistenza nelle situazioni di marcia rettilinea e di massimizzare il carico verticale in caso di frenata, cambio di direzione e in percorrenza di curva. In condizioni di marcia normale i due elementi sono allineati e il flusso d’aria non viene disturbato, invece in condizioni di alto carico l’elemento mobile si abbassa, aumentando la superficie utile. A 250 km/h il carico aerodinamico è di ben 390 kg nella versione Assetto Fiorano.

### Prestazioni
La vettura è in grado di accelerare da 0 a 100 km/h in 2,5 secondi, da 0 a 200 in 6,5 secondi e di raggiungere una velocità massima di 340 km/h. Il tempo sul giro a Fiorano è di 1’19”, cioè 0,7 secondi in meno rispetto alla Ferrari LaFerrari. I freni carboceramici consentono di arrestare l’auto da 100 km/h in meno di 29,5 metri.

## SF90 Spider
La SF90 Spider è la variante scoperta della SF90 Stradale, dotata di carrozzeria targa con tettuccio rigido retrattile elettricamente il cui funzionamento richiede 14 secondi; inoltre è la prima vettura scoperta ibrida plug-in della Ferrari.
La SF90 Spider doveva essere presentata a marzo durante il Salone di Ginevra 2020, ma per via della cancellazione di quest'ultima a causa della pandemia di COVID-19, è stata presentata il 12 novembre 2020. La SF90 Spider oltre che per l'assenza del tetto fisso, si caratterizza per la presenza di svariati rinforzi applicati alla monoscocca in alluminio per via della miniore rigidità torsionale, pesando 1670 kg ovvero 100 kg in più rispetto alla coupé.

## Assetto Fiorano

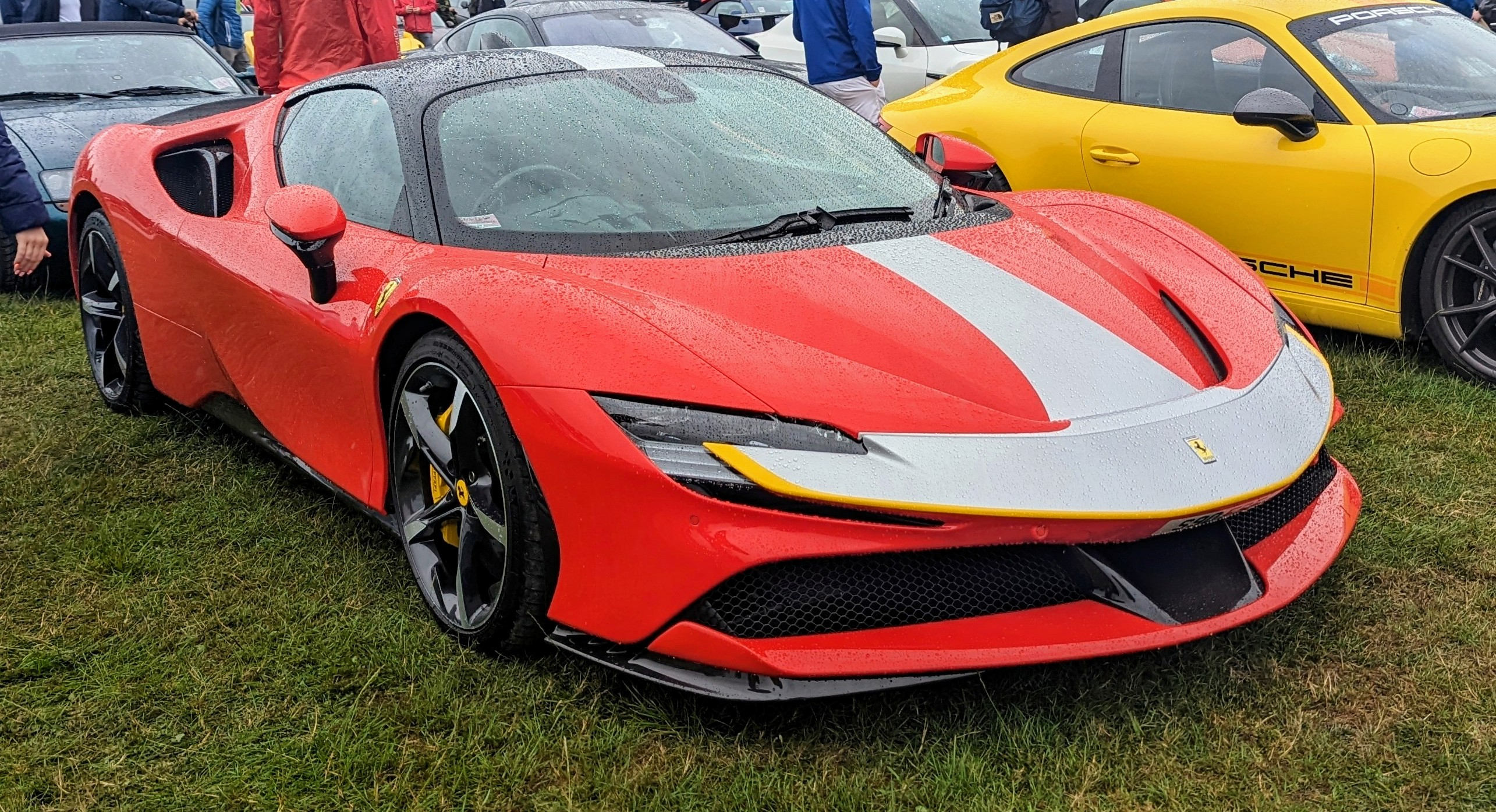
SF90 Assetto Fiorano

L'Assetto Fiorano è un allestimento specifico per la SF90 Stradale. Comprende ammortizzatori speciali derivati dalle gare GT, oltre a una riduzione del peso complessivo di 30 kg ottenuta grazie all'utilizzo di materiali come fibra di carbonio, per pannelli porta e sotto-scocca, titanio per l'impianto di scarico e molle e inoltre l'alluminio per i bracci di sterzo e sospensioni invece che acciaio. La vettura monta infine pneumatici con mescola più morbida e con scanalature ridotte per migliorare la prestazione in pista sull'asciutto.
Esteticamente si distingue dalle altre versioni per la verniciatura bicolore composta da una striscia colorata che attraversa longitudinalmente la vettura a forma di "T" e da dettagli in fibra di carbonio come lo splitter e lo spoiler maggiorati.
Per un costo totale di 50.000 in più rispetto al prezzo di base.

## Ferrari SF90 XX Stradale
La Ferrari SF90 XX Stradale è una versione speciale della Ferrari SF90 Stradale, prodotta in 1398 unità suddivise tra 799 esemplari in configurazione coupé e 599 in versione spider.
È la prima vettura Ferrari del programma XX ad essere omologata per l’uso stradale.
La potenza complessiva del motore V8 ibrido eroga 1030 CV,  consentendo di percorrere la pista di Fiorano in 1' 17" 309, stabilendo un record per le Ferrari omologate per l'uso stradale.
Esteticamente e dinamicamente, si distinguono l'ala posteriore fissa in fibra di carbonio e le prese d'aria sui parafanghi, oltre ad altri componenti realizzati in fibra di carbonio.

## Nei media
Il 13 giugno 2020 il regista Claude Lelouch ha presentato il cortometraggio Un grande appuntamento (Le Grand Rendez-vous), realizzato il 24 maggio 2020, reboot del suo Un appuntamento (1976), per promuovere la Ferrari SF90 Stradale, protagonisti Charles Leclerc, il principe Alberto II di Monaco e Rebecca Blanc-Lelouch, nipote del regista.